# Nou cinema argentí
El Nou Cinema Argentí (o NCA) és un moviment artístic que va sorgir en el cinema de l'Argentina a partir de mediats dels anys '90. Es diu així a un conjunt de pel·lícules estrenades en aquesta època i al conjunt dels seus directors, i fins i tot a l'esdevenir d'aquestes pel·lícules. El NCA va representar un trencament respecte al cinema argentí dels anys 1980 i principis dels 90, en introduir nous elements narratius i un marcat estil realista. Entre els principals directors del moviment es poden citar a Israel Adrián Caetano, Bruno Stagnaro, Daniel Burman i Lucrecia Martel.

## Característiques
El nou cinema argentí es va constituir com un àmbit en el qual es representen i es discuteixen les transformacions socials. Aquest element serà el fil conductor en les produccions que van començar a succeir-se a mitjan ´90: la cerca d'una descripció crítica d'un món en transformació. Existeixen pautes comunes que caracteritzen i destaquen fortament al Nou Cinema Independent Argentí. Entre elles es troba la forma del relat, que trenca amb la linealitat i juga, en les històries contades, amb la sort i l'atzar. Es passa del previsible a l'inesperat, a la sorpresa, que també és una característica de la realitat social: no se sap què esdevindrà en el futur. I aquesta premissa és traslladada a l'audiovisual, amb diferents estratègies, com són la creació d'un realisme on la societat és reflectida en la seva fragmentació i individualisme postmodern, i on la quotidianitat dels personatges i les històries que transiten es transformen en el fil conductor del film.
Entre les seves principals característiques destaquen una major utilització del pla seqüència; treball amb actors no professionals, es privilegia els exteriors. En el narratiu desapareix la figura de l'heroi, hi ha una objectivitat respecte a custiones morals, polítiques o ideològiques; es repudia la denúncia directa; es privilegia l'instant, el present. És un cinema d'expressió i no de representació.
Es troba indissolublement lligat a la paraula «independent». No obstant això, el concepte darrere del terme varia quan s'aplica a aquest corrent cinematogràfic: pot ser considerat independent en les seves maneres de producció -encara que en diverses ocasions l'Estat argentí el subsidiï, o independent en la marginalitat de la seva estètica i temes, però no quant a la seva inserció al circuit nacional i internacional de festivals, al qual se circumscriu. Moltes de les pel·lícules filmades en aquest període van ser produccions costejades pels mateix directors. Un exemple és Bolivia de Israel Adrián Caetano, que va utilitzar rotllos de pel·lícula que havien sobrat d'una altra producció.

## Història

### Antecedents
Les bases d'aquest cinema la trobem en el neorealisme italià de la postguerra, la nouvelle vague i a nivell continental i nacional en el Nou Cinema Llatinoamericà de la dècada del 60 i la generació del seixanta a l'Argentina que també va ser anomenada Nou Cinema Argentí.

### Sorgiment del nou cinema argentí
El sintagma Nou Cinema Argentí (NCA) es va imposar al de "Generació del noranta", que va ser proposat per oposició al de "Generació del seixanta", moviment cinematogràfic renovador que va tenir lloc aproximadament de 1955 a 1969. Va ser primerament encunyat per la crítica i apareix com a títol d'un llibre en 2002 (el de Bernardes, Leres i Sergio Wolf). El 2003, Fernando Martín Peña va escriure un llibre que es proposava acostar les generacions del seixanta amb les del noranta, trobant continuïtats que contraresten la pretensió d'orfandat que sostenien molts dels realitzadors.
El tret de sortida inicial del moviment el dona Martín Rejtman, escriptor i cineasta, amb la seva primera pel·lícula, Rapado. Filmada en 1991 però estrenada comercialment en 1996, es basa en el llibre homònim de relats de Rejtman. Minimalista a l'extrem, la simple posada del film estableix les bases per a gran part del cinema que va venir després. Altres antecedents fílmics són Picado fino (Esteban Sapir, 1995), les pel·lícules de Raúl Perrone (Ángeles, 1992; Labios de churrasco, 1994) i les d'Alejandro Agresti (El amor es una mujer gorda, 1987; Boda secreta, 1989; El acto en cuestión, 1993).
En 1994 es produeix la sanció de la Llei de cinema (llei Núm. 24.377/94), que estableix l'autarquia de l'INCAA i la forma de finaciamiento, la qual cosa va donar un impuls a la producció de pel·lícules respecte als anys anteriors. El nou cinema va trobar dos aliats importants en la crítica especialitzada (sobretot de les revistes El amante i Film) i els festivals com el BAFICI i el Festival Internacional de Cinema de Mar del Plata. Tots aquests factors van contribuir a consolidar aquest nou cinema. Un altre fet paral·lel d'importància va ser la creació per Llei 25.119 de 1999 de la Cinemateca i Arxiu de la Imatge Nacional (CINAIN).
En paral·lel, durant aquest període es produeix un creixement sostingut en el nombre d'alumnes i d'escoles de cinema a l'Argentina. Es produeix una gran quantitat de curtmetratges i sorgeixen dos importants corrents: el costumisme social, auster i realista, generalment en blanc i negre; i un cinema més lligat a indagar en qüestions d'identitat i gènere (conegut com Gender Cinema en altres països), personal i intimista.
En 1995, s'estrena, sota el nom d' Historias breves, un conjunt de curts guanyadors d'un concurs de l'INCAA. El que va començar com una simple mostra va passar a tenir una important repercussió crítica i de públic. Gairebé tots els realitzadors tenien al voltant de vint-i-cinc anys, i havien passat per alguna escola de cinema. Dins d'aquest projecte es poden citar els noms d'Israel Adrián Caetano, Bruno Stagnaro, Sandra Gugliotta, Daniel Burman, Lucrecia Martel i Ulises Rosell, que després prenen un rol destacat en el moviment del Nou Cinema Argentí.
Els primers a arribar al llargmetratge són Caetano i Stagnaro, amb l'èxit de crítica i de públic de Pizza, birra, faso (1997), i Daniel Burman amb la seva òpera prima Un crisantemo estalla en Cincoesquinas (1997), una sorprenent aventura amb tocs de spaghetti western, que remet a un nou món, completament ficcional i imaginari, lligat a una Llatinoamèrica mítica i mística. Pizza, birra, faso va crear un vessant costumista dins del nou cinema argentí que va ser la més difosa i reeixida internacionalment. En aquest marc s'inscriuen: Mundo grúa (1999, Pablo Trapero), Bonanza (2001, Ulises Rosell), Modelo '73 (2001, Rodrigo Moscoso), La libertad (2001, Lisandro Alonso) i Bolivia (Israel Adrián Caetano, 2001), entre altres títols.
En el vessant més experimental del nou cinema argentí es destaca el nom de Pablo César, qui va dirigir obres importants com la pel·lícula surrealista-musical Fuego gris (1994), parcialment basada en música original composta pel film per Luis Alberto Spinetta, i Afrodita, el jardín de los perfumes (1997), la seva relectura -amb un estil influenciat per Pier Paolo Pasolini- d'un mite imaginari de Mali (Àfrica). Dins d'aquest estil es pot esmentar tambiéń la òpera prima de Mariano Galperín 1000 boomerangs (1994), que aborda amb un humor absurd i subtil el pas d'una banda de rock anglesa de pas per La Pampa. A aquesta pel·lícula de Galperín li va seguir Chicos ricos (2001), aquesta vegada amb la moderna aportació de la música original de Flavio Etcheto i la banda Trineo. Un altre punt alt d'aquest vessant és l'òpera prima d'Eduardo Capilla, +bien (2001), protagonitzada per Gustavo Cerati i Ruth Infarinato, amb una originalíssima posada visual i narrativa i la música original del mateix Cerati.
Pel que fa a directores dones es destaca l'obra de Lucrecia Martel. L'òpera prima de Martel, La Ciénaga (2000), va ser produïda per Pedro Almodóvar i, si bé va tenir escàs èxit comercial, va ser ben rebuda per la crítica internacional, guanyant premis al Festival de Cinema de Sundance, l'Havana i obtenint una nominació a l'Os d'Or al Festival de Berlín. Destaquen també els curts d’Eloísa Solaas (Lila y Todas las cosas), Violeta Uman (Clarilandia, gotas de amor) i Albertina Carri (Barbie también puede estar triste) i els llargmetratges de Daniela Cugliándolo (Herencia) i de Verónica Chen (Vagón fumador).
Agustín Campero, en el seu llibre sobre el nou cinema argentí Nuevo Cine Argentino. De "Rapado" a "Historias extraordinarias", sassenyala el decaïment del NCA entre 2005 i 2006, quan comença a percebre's un cert anquilosament, estilització i repetició, assenyalant que al mateix temps van sorgint des dels marges altres possibilitats de fer cinema a l'Argentina.

### Dècada del 2000
En els primers anys del segle XXI apareixen noves pel·lícules dels directors fundacionals del nou cinema argentí que van ser ben rebudes per la crítica: Fabián Bielinsky dirigeix Nueve reinas (2000) i El aura (2005); Lucrecia Martel estrena La niña santa (2004) i La mujer sin cabeza (2008); Pablo Trapero va dirigir El bonaerense (2002) i Leonera (2008), entre altres pel·lícules; Lisandro Alonso, per la seva part, va dirigir Los muertos (2004), Fantasma (2006) i Liverpool (2008); a aquestes se li sumen les pel·lícules de Caetano Un oso rojo (2002) i Crónica de una fuga (2006). Al seu torn, Stagnaro va abandonar el cinema per a dedicar-se a la televisió. Entre els nous cineastes es destaca Mariano Llinás, qui va dirigir el documental Balnearios (2002) i la pel·lícula de culte Historias extraordinarias (2008). En aquesta dècada, una fita a part el va constituir Nada por perder (2001), una pel·lícula independent dirigida per Quique Aguilar que va ser pionera en matèria de cinematografia digital, i és considerada anys després de la seva estrena com una pel·lícula de culte.

## Llista de pel·lícules
- La Ciénaga (Lucrecia Martel)
- Silvia Prieto (Martín Rejtman)
- Un oso rojo (Israel Adrián Caetano)
- Mundo grúa (Pablo Trapero)
- El abrazo partido (Daniel Burman)
- La libertad (Lisandro Alonso)
- Picado fino (Esteban Sapir)
- Pizza, birra, faso (Israel Adrián Caetano, Bruno Stagnaro)
- Los rubios (Albertina Carri)
- La Mecha (Raúl Perrone)
- Balnearios (Mariano Llinás)
- Un año sin amor (Anahí Berneri)
- Tan de repente (Diego Lerman)
- Monobloc (Luís Ortega)
- Yo no sé qué me han hecho tus ojos (Sergio Wolf, Lorena Muñoz)
- Sábado (Juan Villegas)
- Extraño (Santiago Loza)
- Nueve reinas (Fabián Bielinsky)
- Crónica de una fuga (Israel Adrián Caetano)
- El bonaerense (Pablo Trapero)
- Hoteles (Aldo Paparella)
- Rapado (Martín Rejtman)
- Como un avión estrellado (Ezequiel Acuña)
- El aura (Fabián Bielinsky)
- La niña santa (Lucrecia Martel)
- Leonera (Pablo Trapero)
- La mujer sin cabeza (Lucrecía Martel)
- Moebius (Gustavo Mosquera R.)
- La sonámbula, recuerdos del futuro (Fernando Spiner)
- La antena (Esteban Sapir)
- Historias extraordinarias (Mariano Llinás)
- Ostende (Laura Citarella)
- De nuevo otra vez (Romina Paula)
- La mujer de los perros (Laura Citarella)
- Juana a los 12 (Martín Shanly)
- El loro y el cisne (Alejo Moguillansky)
- El escarabajo de oro (Alejo Moguillansky, Fia-Stina Sandlund)
- Damiana Kryygi (Alejandro Fernández Mouján)
- Shakti (Martín Rejtman)
- Los guantes mágicos (Martín Rejtman)
- Dos disparos (Martín Rejtman)
- XXY (Lucía Puenzo)
- Bolivia (Israel Adrián Caetano)
- Un crisantemo estalla en cincoesquinas (Daniel Burman)

## Festivals i premis de cinema vinculats amb el nou cinema argentí
- Premis Cóndor de Plata
- Festival Internacional de Cinema de Mar del Plata
- Festival de Cinema Llatinoamericà Rosario
- Buenos Aires Festival Internacional de Cinema Independent
- Buenos Aires Rojo Sangre